# 猫跳河
猫跳河位于中国贵州省，是乌江南岸的一级支流。发源于苗岭山脉东北麓安顺长山，流经平坝、清镇、修文等县，在杨桥汇入乌江。因其下游狭窄，大猫（老虎）可跳石越峡，故称猫跳河。全长181千米（或179千米），落差549米，流域面积3195平方千米（或3246平方千米）。
猫跳河流域属亚热带季风气候，汛期为5～9月。河口多年平均流量62立方米/秒，多年平均径流量19.5亿立方米。干流上建有红枫水库、百花水库、李官水库、河口水库、红林水库。